# Z++
Zvonimir Husnjak, poznatiji pod umjetničkim imenom z++ (Osijek, 1996.), hrvatski je treper i glazbeni producent.

## Životopis
Zvonimir Husnjak rođen je 1996. godine u Osijeku. S 8 godina je počeo svirati gitaru kao učenik glazbene škole Franje Kuhača. Njegovo umjetničko ime nastalo je kao kombinacija prvog slova njegovog imena i programskog jezika C++.
Početkom 2018. godine započeo je suradnju s Massimo Savageom i Đijem, s kojima je kasnije osnovao izdavačku kuću Retfatlanta Records.
13. rujna 2019. objavio je album pod nazivom 18++ za izdavačku kuću Retfatlanta Records. Na albumu se nalazi jedanaest pjesama, a glazbu, tekst, miks i master radio je sam Zvonimir.
Krajem iste godine nastupao je na No sleep festivalu u Beogradu. U siječnju 2020. nastupao je na događaju Drito iz Tvornice, kada je premijerno izveo neke od svojih novih pjesama, između ostalih i suradnju sa Vojkom V.
Svoj drugi album Zauvijek objavio je početkom prosinca 2020. godine. Tekst, glazbu i produkciju je sam radio, a album je objavljen pod etiketom yem. U razdoblju između 2020. i 2024. godine nastupao je na svim većim festivalima u regionu, uključujući EXIT, Sea Star festival, Zagreb Beer Fest, Arsenal fest, i imao je samostalne nastupe u svim većim gradovima regije, zaključno s rasprodanim nastupom u zagrebačkom Domu sportova.
2022. godine je ostvario suradnju s treperom Hiljsonom Mandelom kao gost na pjesmi "Još ovu noć", i s bendom Porto Morto s kojima je snimio Studio Šećer live session. Te godine osvojio je Cesaricu za hit godine za pjesmu "Trebaš li me", koju je napisao s Matijom Cvekom a koju izvode Matija Cvek i Eni Jurišić, a 2023. je za istu pjesmu osvojio Porin za pjesmu godine. Kasnije 2023. osvojio je Cesaricu za hit listopada za pjesmu "Sedmo nebo", singl koji najavljuje njegov treći album koji je objavljen 17. srpnja 2024.

## Diskografija

### Аlbumi
- 18++ (2019.)
- Zauvijek (2020.)
- underground pop (2024.)

### Singlovi
- Brojim pare (ft. Massimo Savage, Đi, 2018.)
- đIlluminati (ft. Massimo Savage, Đi, 2018 )
- Beli manastir (ft. Massimo Savage, 2019.)
- Kontam da da (ft. Massimo Savage, 2019 )
- Mogli bi (ft. Massimo Savage, Vuk Oreb, 2019 )
- Ulice (2019.)
- Svijetlo (2020.)
- Balkan (ft. Vojko V, 2020.)
- Ljeto već je gotovo (2020.)
- Cvjetovi zla (2021.)
- Dijamanti (2021 )
- Sedmo nebo (2023.)
- ŠNiT (ft. Massimo Savage, 2023.)

## Nagrade i nominacije
| Godina | Organizacija           | Kategorija            | Nominirani rad                   | Ishod   |
| ------ | ---------------------- | --------------------- | -------------------------------- | ------- |
| 2022.  | Cesarica               | Hit godine            | „Trebaš li me” sa Matijom Cvekom | Osvojio |
| 2023.  | Porin                  | Pjesma godine         | „Trebaš li me” sa Matijom Cvekom | Osvojio |
| 2023.  | Cesarica – Hit mjeseca | Hit mjeseca listopada | „Sedmo nebo”                     | Osvojio |